# Izukyū Corporation
La Izukyū Corporation Co., Ltd. (伊豆急行株式会社, Izu Kyūkō Kabushiki Kaisha) est une compagnie de transport de passagers qui exploite une ligne de chemin de fer dans la préfecture de Shizuoka, au Japon. C'est une filiale de la compagnie Tōkyū.

## Histoire
Le chemin de fer électrique Itō-Shimoda (伊東下田電気鉄道, Itō-Shimoda Denki Tetsudō) est créé par la Tōkyū le 11 avril 1959 pour exploiter l'actuelle ligne Izu Kyūkō. Il change de nom en 1961 pour devenir Izukyū Corporation.

## Ligne
Le réseau de la compagnie de compose d'un seule ligne :
| Ligne           | Nom japonais | Terminus             | Longueur (km) | Gares |
| --------------- | ------------ | -------------------- | ------------- | ----- |
| Ligne Izu Kyūkō | 伊豆急行線   | Itō - Izukyū Shimoda | 45,7          | 16    |

## Matériel roulant

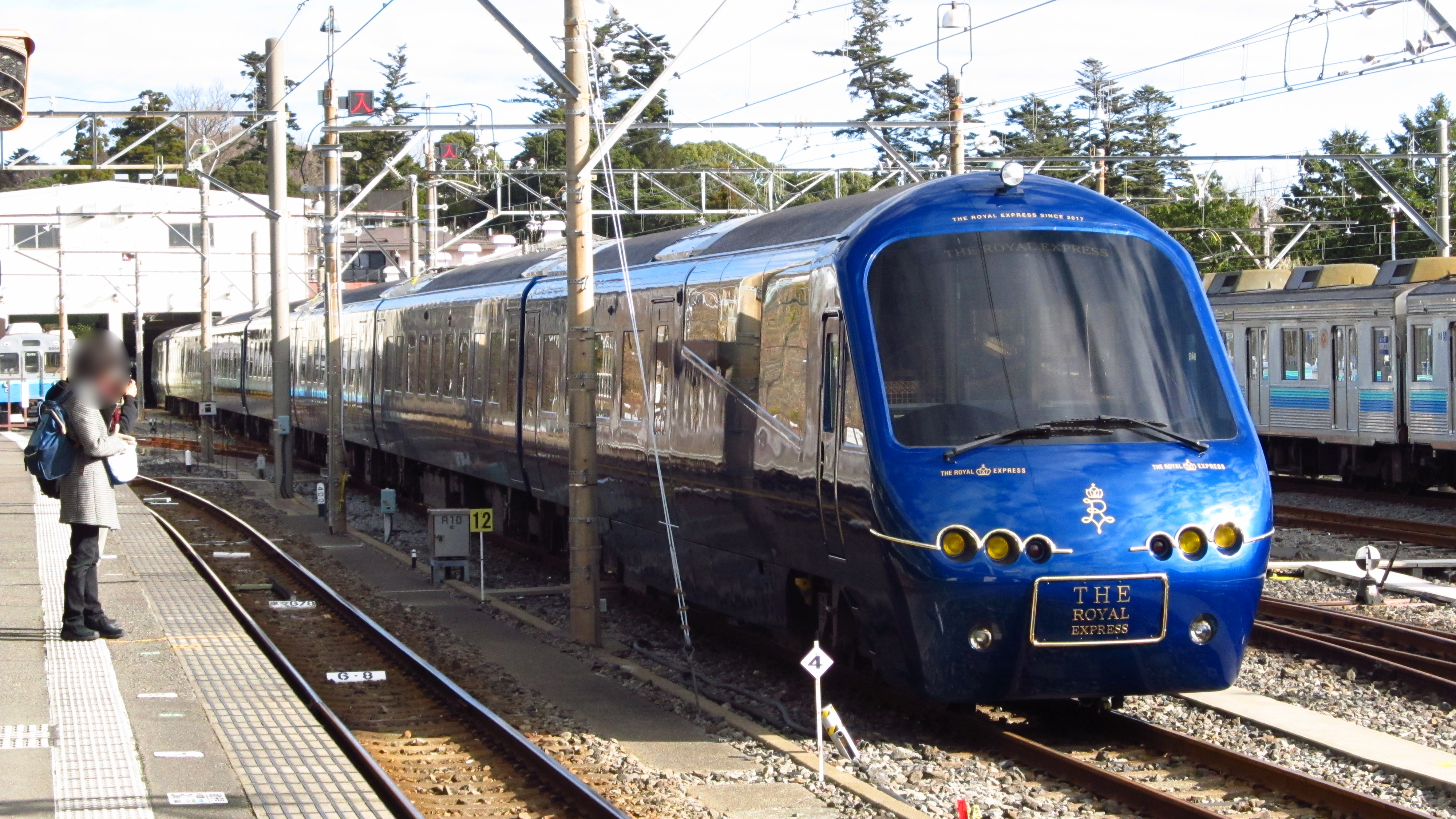
Série 2100
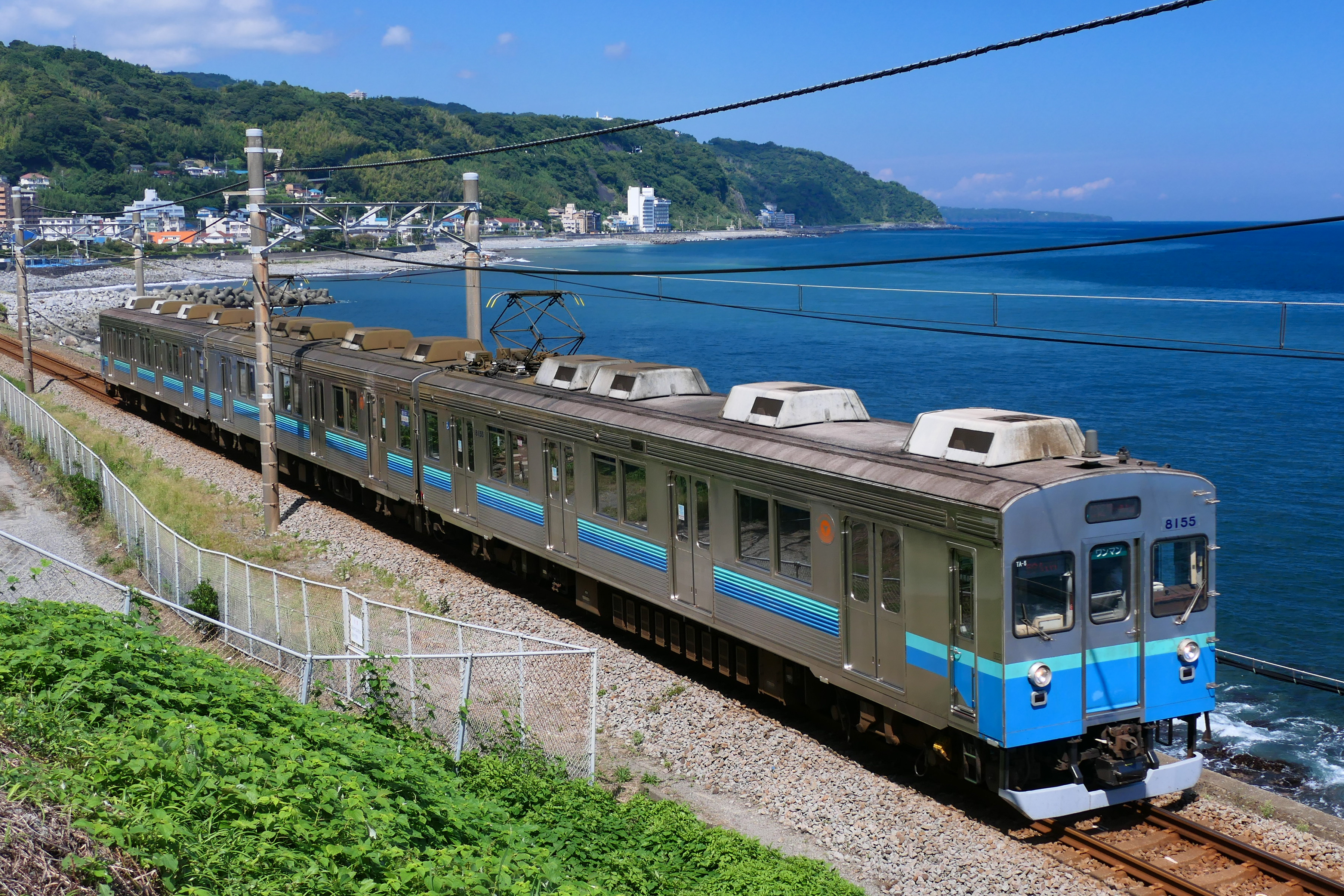
Série 8000 (ja)